# Roxburghe Golf Club
De Roxburghe Golf Club is een Schotse golfclub in Kelso, in het Schotse bestuurlijke gebied Scottish Borders, vlak bij de grens met Engeland.

## Landgoed
Het landschap is glooiend. Door dat landgoed loopt een rivier, de Tediot.
Op Roxburghe staat kasteel Floors, dat in 1721 werd gebouwd door John Ker, de eerste hertog van Roxburghe, en nu door de 10de hertog wordt bewoond. Het is het grootste kasteel in Schotland dat nog particulier bewoond wordt. Sinds 1977 is het kasteel gedeeltelijk opengesteld voor het publiek. Er is een klein hotel in 'country house' stijl met 22 kamers.

## Golfbaan
Op verzoek van de 10de hertog werd in 1996 een golfbaan ontworpen door Dave Thomas, een voormalige golfprofessional uit Wales die onder meer 16 keer het Brits Open speelde, 4x de Ryder Cup, 2x het US Open en 5x de US Masters. In 1958 begon hij golfbanen te ontwerpen. Zijn bekendste ontwerp is The Belfry.
De baan werd in 1997 geopend door Colin Montgomerie en Nick Faldo. Drie jaar later werd er een demonstratiewedstrijd gespeeld, de  Roxburghe Challenge, tussen Paul Lawrie en Sergio García, die een ronde van 66 maakte, hetgeen nog steeds het baanrecord is.
De signature hole is hole 14, een par 5. Hij wordt 'The Viaduct' genoemd naar de Romaanse boogbrug die daar over de Teviot gaat.

### Toernooien
- 2000: Roxburghe Challenge
- 2001-2005: Scottish Senior Open
- 2012: Stage 1 van de Tourschool